# Tibor Dombi
Tibor Dombi (Püspökladány, 11 november 1973) is een gewezen Hongaars betaald voetballer die bij voorkeur als middenvelder speelt. Hij verruilde in 2002 FC Utrecht voor Debreceni VSC, waar hij de jeugdopleiding doorliep en waarvoor hij van 1993 tot en met 1999 ook in de hoofdmacht speelde.

## Clubcarrière

### FC Utrecht
Op 9 mei 2000 maakte FC Utrecht bekend dat de club de Hongaarse international Tibor Dombi had aangetrokken. De aanvaller van Debrecen VSC tekende een driejarig contract bij de club uit de Domstad. De 26-jarige Dombi had op dat moment 28 interlands gespeeld voor Hongarije. In het seizoen 1999/00 speelde hij voor de Duitse Bundesligaclub Eintracht Frankfurt, maar na 15 wedstrijden moest hij daar vertrekken. Wegens financiële nood kon de club zijn salaris niet meer betalen. Na de Belg Stefaan Tanghe was Dombi de tweede aankoop van de ploeg die destijds onder leiding stond van trainer-coach Frans Adelaar.
Dombi maakte zijn debuut in de Nederlandse eredivisie op zondag 20 augustus 2000, toen FC Utrecht op eigen veld met 2-0 won van sc Heerenveen door twee treffers van spits Dirk Kuyt. Na twee seizoenen vertrok hij bij Utrecht. Uit een onderzoek van de belastingdienst bleek dat de Hongaar niet het salaris ontving dat volgens de richtlijnen betaald moet worden aan een speler van buiten de Europese Unie. FC Utrecht en de speler kwamen daarop overeen het contract te beëindigen, waarna Dombi overstapte naar het Hongaarse Debreceni VSC.

## Interlandcarrière
Dombi maakte zijn debuut voor het Hongaars voetbalelftal op 1 juni 1994, toen de Hongaren in Eindhoven als sparringpartner fungeerden van Nederland en met 7-1 werden verslagen door doelpunten van Dennis Bergkamp (2), Bryan Roy, Ronald Koeman (strafschop), Gaston Taument en Frank Rijkaard (2). Dombi viel na de eerste helft in voor István Vincze.
Zijn 35ste en laatste interland speelde hij op 6 juni 2001 tegen Georgië. Dombi maakte zijn eerste en enige interlandgoal op 19 augustus 1998 in het met 2-1 gewonnen oefenduel tegen Slovenië.
Dombi vertegenwoordigde zijn vaderland eveneens op de Olympische Spelen 1996 in Atlanta. Door drie nederlagen op rij werd de Hongaarse olympische selectie onder leiding van bondscoach Antal Dunai al in de groepsronde uitgeschakeld.